# Batteria del Semaforo
La Batteria del Semaforo è una fortificazione militare nella parte più alta (188 mslm) dell’isola Palmaria, nel golfo di Spezia.

## Storia
In antico qui era una torre in pietra a pianta circolare, costruita per avvistare gli attacchi turchi e diffondere l'allarme.
Nel 1890 sul luogo fu poi costruita una batteria alta per la difesa esterna del Golfo. Batterie di questo tipo sono così denominate perché, opportunamente costruite in postazione elevata, potevano colpire dall’alto i ponti delle navi nemiche con il tiro curvo dei loro obici. 
L'opera ha una pianta quasi rettangolare e si sviluppa a livello del piano cortile ad eccezione di pochi locali al seminterrato sul fianco sinistro. La batteria Semaforo era armata con sei obici.
La Marina Militare vi installò poi una stazione semaforica che diede il nome al sito ed una stazione di segnalazione per il controllo del traffico navale civile e militare. I dati meteomarini osservati e registrati dal 1932 al 1962 da questa stazione sono tuttora di fondamentale importanza per determinare le previsioni dello stato del mare (i dati vengono pubblicati dall’Istituto idrografico della Marina).
La batteria sperimentale è stata smantellata nel 1962. Di recente, in concessione al Comune di Portovenere, la batteria è stata restaurata e adibita a Centro di Educazione Ambientale.